# Merauke (râu)
Merauke este un râu în Papua-Noua Guinee, provincia Papua din Indonezia. El se varsă în Marea Arafura.